# Palais Erizzo Nani Mocenigo
Le palais Erizzo Nani Mocenigo est un palais de Venise situé dans le quartier San Marco et surplombant le Grand Canal entre le palais Da Lezze et le palais Contarini delle Figure.
Il a été construit par la famille Erizzo en 1480 dans le style gothique vénitien, puis passa à la famille Nani (plus tard Nani-Mocenigo) en 1537. La famille Nani, incluse dans la Serrata del Maggior Consiglio de 1297, a déménagé de Torcello à Venise au XIIe siècle et s'est ensuite divisée en trois branches, dont la principale s'est éteinte à la fin du XVIIIe siècle.

## Architecture
Le bâtiment a un rez-de-chaussée avec un portail d'eau et deux étages nobles décorés de quadrifores flanqués de paires de monofores. La façade en briques du Grand Canal est divisée verticalement en trois sections, chacune présentant des décorations gothiques tardives : fleurs supérieures, encadrements de fenêtres en trèfle, cadres dentés et chapiteaux corinthiens. Les bords verticaux de la pierre d'Istrie, le bandeau et deux blasons de la famille Da Lezze sont également présents sur la façade. L'élément le plus intéressant de la composition est le quadrifore du premier étage noble, décoré par un balcon projeté, des colonnes, des étagères élaborées et des figures zoomorphes. Le portail d'eau voûté est conçu dans des formes Renaissance et en désaccord avec l'ensemble gothique. La façade offre également une grande et récente lucarne, symptôme d'une extension arrière qui a ajouté des terrasses au-dessus du toit.
La façade arrière donne sur un grand jardin.

## Galerie

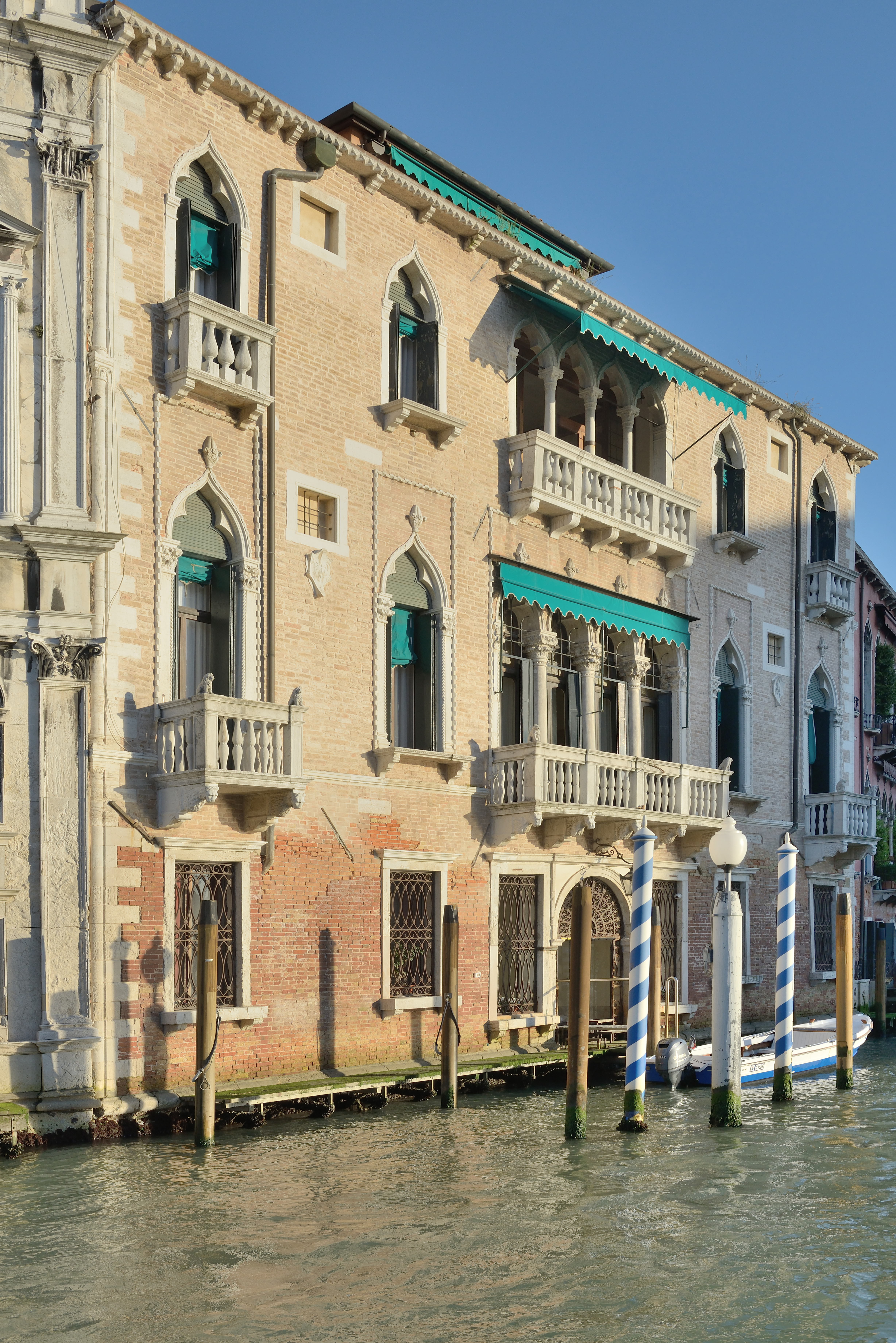
Détails de la façade,
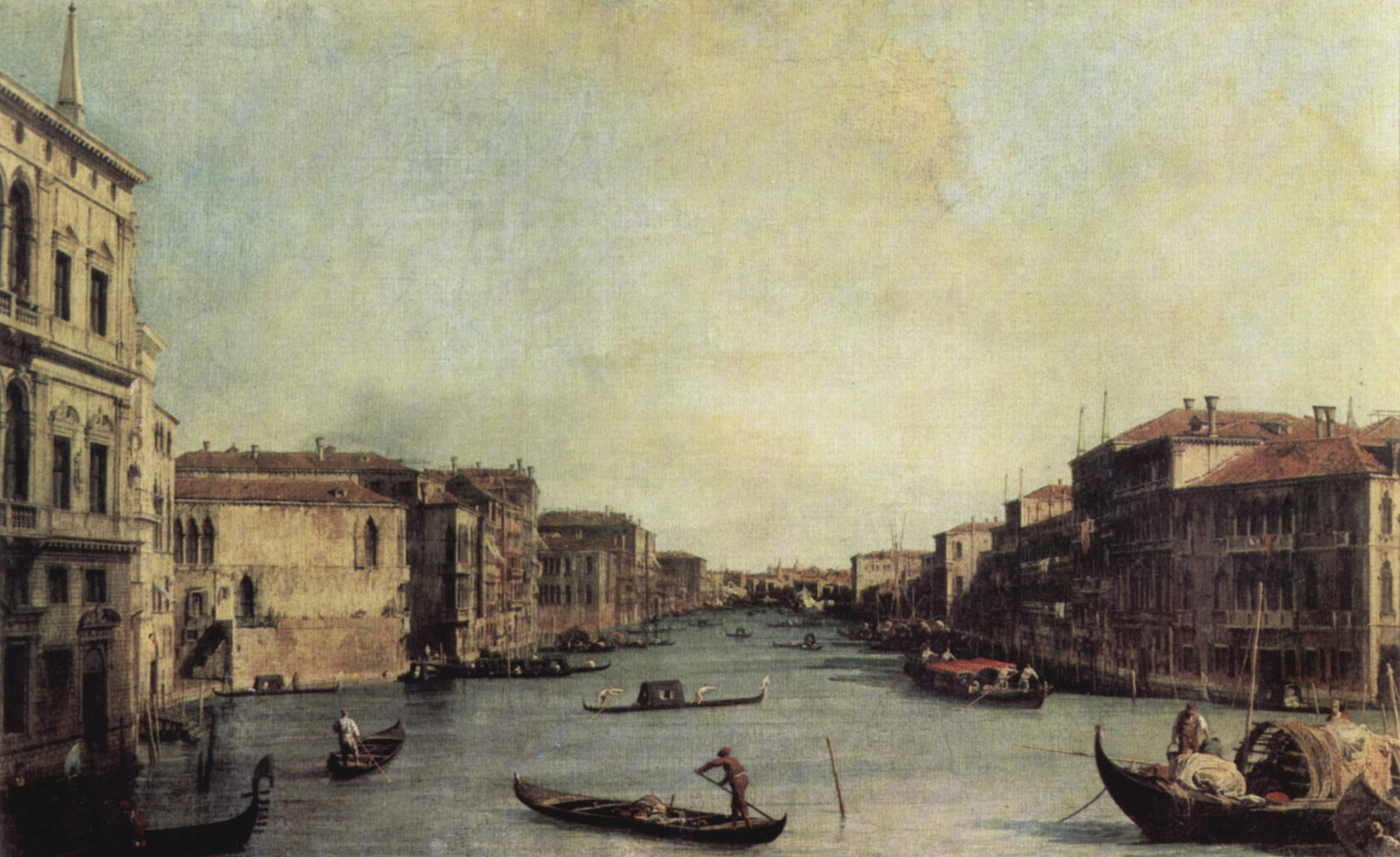
Il Canal Grande de Canaletto (1728). Le palais est sur le côté droit.
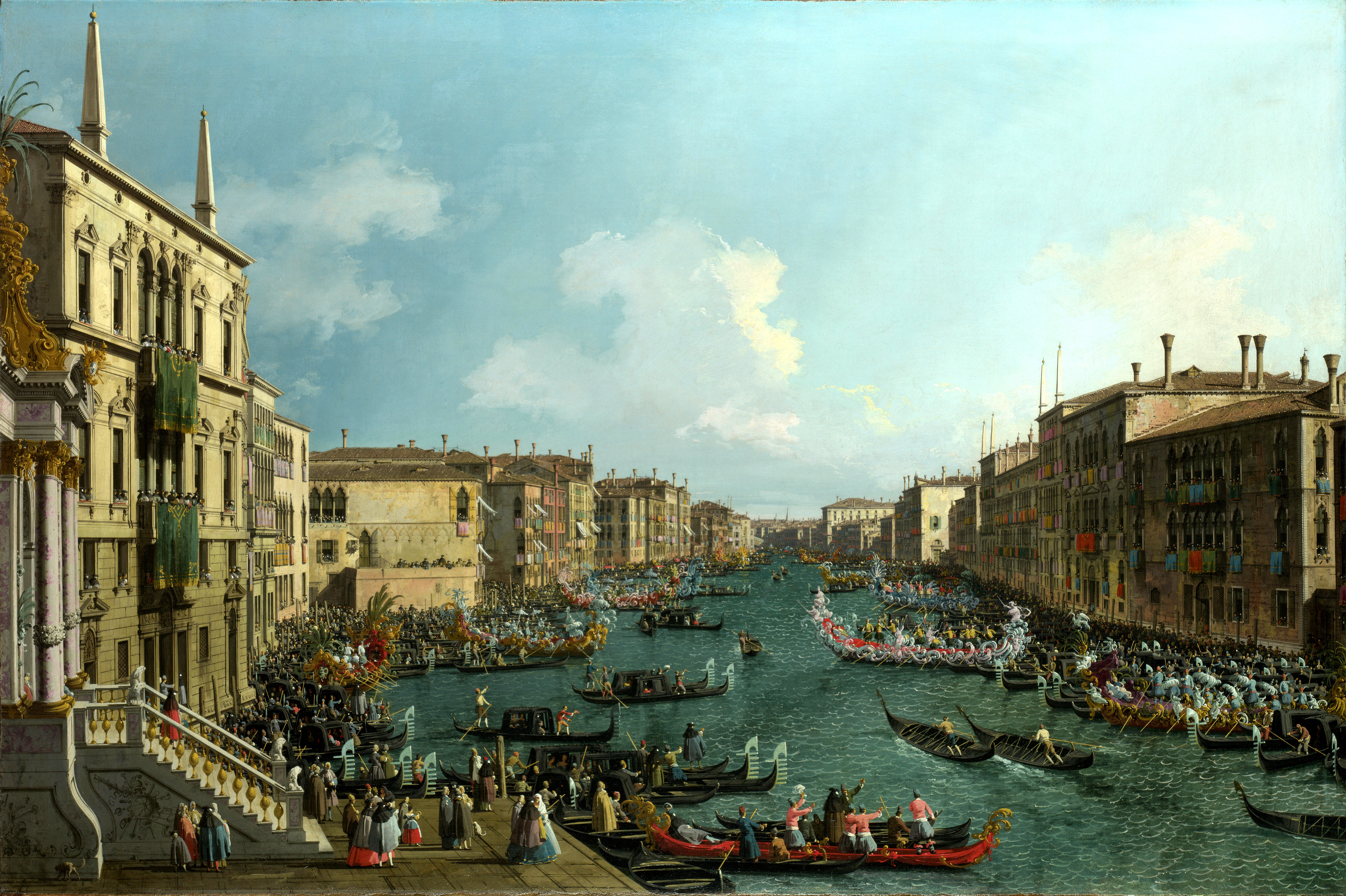
Une régate sur le Grand Canal de Canaletto (1740)
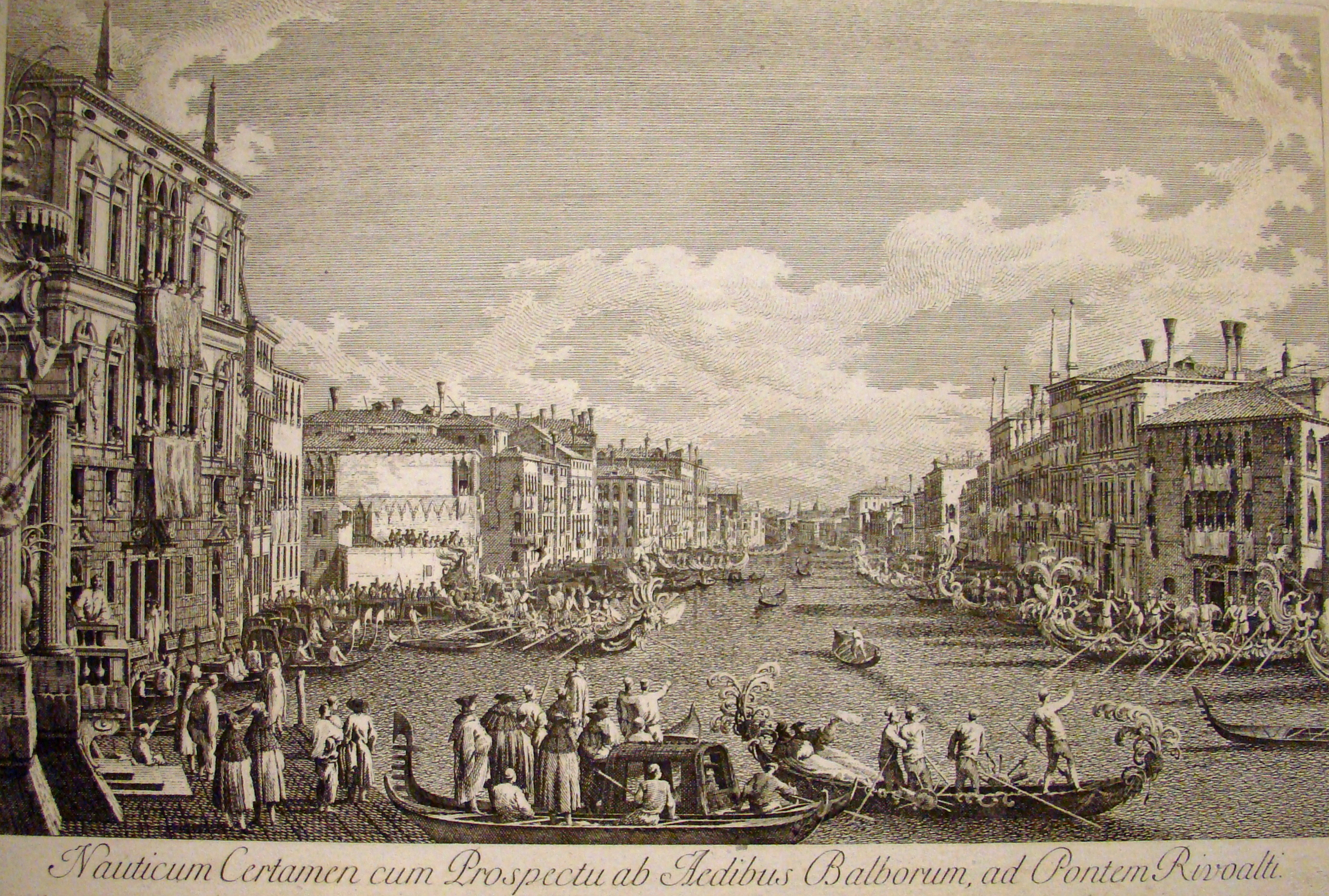
Gravure de Canaletto,

## Voir également
- Palais Nani
- Palais Barbarigo Nani Mocenigo